# سندرم پیشاقاعدگی
سندرم پیش از قاعدگی (PMS) (به انگلیسی: premenstrual syndrome)  یا تنش پیش از قاعدگی (PMT) (به انگلیسی: premenstrual tension) مجموعه‌ای از علایم جسمی، روانی و احساسات مرتبط با چرخهٔ قاعدگی در زنان است؛ و این در حالی است که بیشتر زنان در سن «بچه زایی» (حداکثر تا ۸۵ در صد) نشانه‌های فیزیکی مرتبط با عملکرد طبیعی تخمک گذاری شامل نفخ کردن یا نرمی پستان (حساسیت به لمس پستان) را تجربه کرده‌اند. تعاریف پزشکی از PMS به الگویی مداوم از نشانه‌های فیزیکی و عاطفی (روانی) محدود می‌شود که تنها در طول فاز لوتئال از چرخهٔ قاعدگی، اتفاق می‌افتد، که از «شدت کافی برای تداخل با برخی از جنبه‌های زندگی» برخوردار هستند.
به‌طور خاص، نشانه‌های عاطفی (روانی) برای تشخیص PMS، باید حضور داشته باشد. نشانه‌های خاص روانی و فیزیکی منتسب به PMS از زنی به زن دیگر متفاوت است، با اینحال الگوی علائم برای هر زن، به‌طور فردی، قابل پیش‌بینی است. این نشانه‌ها در طول ده روز قبل از قاعدگی اتفاق می‌افتد، و مدت کوتاهی قبل یا مدت کوتاهی بعد از شروع جریان قاعدگی ناپدید می‌شود.
تنها درصد کمی از زنان (۲ تا ۵٪) علائم پیش از قاعدگی بارزی دارند که می‌توان آن را از ناراحتی عادی مرتبط با قاعدگی زنان سالم جدا کرد.
از نظر فرهنگی، مخفف PMS در کشورهای انگلیسی زبان بسیار شناخته شده می‌باشد و به مشکلات مرتبط با قاعدگی اشاره می‌کند، و این مخفف بدون توجه به تعریف پزشکی آن، به‌طور گسترده‌ای در گفتگوهای محاوره‌ای و عادی استفاده می‌شود. در این موارد، علائم به ندرت بدون استفاده از مخفف بیان می‌شوند، و اشاره به معنی ضمنی آن بیشتر از تعریف بالینی آن مورد توجه است.
«اختلال ناخوشی پیش از قاعدگی» (PMDD) حالتی بسیار شدیدتر است که به عنوان یک اختلال روانپزشکی مشابه با افسردگی تک قطبی در نظر گرفته می‌شود.

### همه گیرشناسی
تا ۸۰ درصد زنان در سن باروری، برخی از علائم را قبل از قاعدگی گزارش می‌کنند. این علائم در ۲۰ تا ۳۰٪ از زنان به عنوان PMS واجد شرایط است و در سه تا هشت درصد شدید است.

## نشانه‌ها
تقریباً ۲۰۰ علامت متفاوت مرتبط با PMS است که سه نشانهٔ مهم آن عبارتند از کج‌خلقی (irritability)، تنش (tension) و اضطراب (dysphoria)(خوشحال نبودن)
بیش از ۲۰۰ نشانهٔ متفاوت با PMS همراه شده‌است، اما سه تا از برجسته‌ترین نشانه‌ها عبارتند از: تحریک پذیری، تنش و بی‌قراری (ناخشنودی). نشانه‌های عاطفی و غیر اختصاصی مشترک عبارتند از: استرس، اضطراب، مشکل در بخواب رفتن (بی خوابی)، سردرد، خستگی، نوسانات خلقی، افزایش حساسیت عاطفی و تغییر در میل جنسی تعاریف رسمی مطلقاً نیازمند به حضور نشانه‌های عاطفی(emotional) به عنوان شکایت اصلی از PMS می‌باشند؛ حضور نشانه‌های فیزیکی مرتبط با چرخهٔ قاعدگی عبارتند از: نفخ، دلپیچه، یبوست، تورم یا حساسیت به لمس پستان، آکنه مربوط به چرخه قاعدگی و دردهای مفصلی یا عضلانی.
نشانه‌های دقیق و شدت آن‌ها از زنی به زن دیگر و حتی از چرخه‌ای به چرخه دیگر متفاوت است. بسیاری از زنان مبتلا به نشانگان پیش از قاعدگی تنها تعداد اندکی از نشانه‌های ممکن را تجربه می‌کنند که به‌طور نسبی قابل انتظار می‌باشد. بر اساس تعاریف مشخص، علائم باید در زمانی طی ده روز بلافاصله قبل از شروع قاعدگی دیده شوند و نباید حداقل یک هفته بین شروع قاعدگی و تخمک‌گذاری وجود داشته باشند. هرچند که شدت نشانه‌ها ممکن است تاحدودی متفاوت باشد، بیشتر تعاریف نیازمند این هستند که گروه منحصربه‌ فرد نشانه‌های یک زن در چرخه‌های متعدد و پی در پی وجود داشته باشند.

## عوامل خطر
- مصرف کافئین بالا[۶]
- استرس ممکن است شرایط را تسریع کند.
- افزایش سن
- سابقهٔ افسردگی
- سابقهٔ خانوادگی
- عوامل رژیم غذایی[۷](سطح پایینی از ویتامین و مواد معدنی به خصوص منزیم، منگنز و ویتامین E) و همچنین ویتامین D

سابقهٔ خانوادگی اغلب پیش‌بینی‌کنندهٔ خوبی برای احتمال سندروم قبل از قاعدگی است، مطالعات نشان داده‌اند که نرخ (concordance) در میان دوقلوهای همسان، دو برابر بیشتر از دوقلوهای غیر همسان (با برادر) است.[۱] این بدان معنی است که اگر یک دوقلو دارای PMS است، قل دیگر احتمال بیشتری از حد متوسط برای ابتلا به PMS دارد، و این نشان می‌دهد که تا حدی علت آن می‌تواند ژنتیکی باشد. اگر چه وجود سندرم پیش از قاعدگی در زنان مبتلا به اختلالات خلقی مانند افسردگی و اختلال دوقطبی، [نیازمند منبع] بالا است، با این حال رابطهٔ  آن هنوز ثابت نشده‌است.
همچنین، ویتامین B، به ویژه ویتامین B6، می‌تواند به PMS کمک کند.

## تشخیص
هیچ تست آزمایشگاهی یا یافته بالینی خاصی برای تأیید تشخیص PMS وجود ندارد. سه تظاهر اصلی عبارتند از:
- شکایت اصلی زن یکی یا بیشتر از نشانه‌های عاطفی مرتبط با PMS می‌باشد (عموماً تحریک پذیری، تنش، یا ناخشنودی).
- نشانه‌ها به‌طور قابل پیش‌بینی در طول فاز لوتئال (پیش از قائدگی) ایجاد شده و به‌طور قابل پیش‌بینی در طول فاز فولیکولار (پیش از تخمک گذاری) کاهش می‌یابند یا از بین می‌روند.
- نشانه‌ها باید به حدی شدید باشند که زندگی عادی زن را مختل کنند.

برای ایجاد یک الگو، پزشک ممکن است برای حداقل دو چرخهٔ قاعدگی، از بیمار بخواهد تا نشانه‌ها را بر روی تقویم ثبت کند. این عمل به تشخیص اینکه آیا نشانه‌ها، واقعاً، محدود به زمان پیش از قاعدگی و قابل پیش‌بینی در محدوده زمان معینی هستند، کمک خواهد کرد. تعدادی وسیله (روش) استاندارد برای توصیف PMS، ایجاد شده‌است، از جمله تقویم تجارب سندرم پیش از قاعدگی(COPE)، گزارش تأثیرات و شدت قاعدگی در آینده (PRISM)، و مقیاسهای قیاسی دیداری(VAS). علاوه بر این، شرایط دیگری ممکن است، نشانه‌هایی که مستثنی شده‌اند را بهتر توضیح دهد.[۱] تعدادی از شرایط پزشکی هستند که در فرایندی به نام بزرگنمایی قاعدگی، وضع را تشدید می‌کنند. این شرایط ممکن است بیمار را به این باور برساند که دچار PMS شده‌است، این اختلال ممکن است با مشکلاتی چون کم خونی، کم‌کاری تیروئید، اختلالات خوردن و سوء مصرف مواد مخدر همراه باشد.
ممکن است در خارج از فاز لوتئال نیز دیده شوند. وضعیت‌هایی که ممکن است قبل از قاعدگی برجسته شوند شامل افسردگی و سایر اختلالات خلقی، میگرن، اختلالات تشنجی، خستگی، سندرم روده تحریک پذیر، آسم و آلرژی می‌باشد. [۱] همچنین مشکلات ناشی از سایر جنبه‌های دستگاه تناسلی ماده باید رد شود که این موارد شامل دیسمنوره (درد هنگام قاعدگی، نه قبل از آن)، اندومتریوز، حالت‌های مربوط به نزدیک شدن به یائسگی و عوارض جانبی ناشی از قرص‌های خوراکی جلوگیری از بارداری می‌باشد.

## علائم سندرم پیش از قاعدگی
- آکنه
- کمر درد
- شکم درد
- تغییر در اشتها، از جمله ولع برای غذاهای خاص یا نداشتن اشتها
- یبوست یا اسهال
- گریه جَوئی
- افسردگی
- بالا رفتن ضربان قلب
- تحریک پذیر، پرتنش یا اضطراب
- احساس خستگی
- سردرد
- گرگرفتگی
- درد مفاصل
- نوسانات خلقی
- عدم احساس علاقه به روابط جنسی
- حساسیت و تورم سینه
- مشکل در تمرکز کردن
- مشکلات خواب
- تورم دست یا پا
- گرایش به انزوا و تنها بودن
- افزایش وزن
- بالا رفتن قند خون
- حالت تهوع
- سرگیجه
- عصبانیت

## نکاتی در مورد کنترل و بهبود PMS
- خوردن کربوهیدرات‌های منسجم (مثل غلات سبوس دار و نان های سبوس دار، ماکارونی و غلات)، فیبر و پروتئین. کنترل و کاهش مصرف قند و چربی
- اجتناب از نمک برای چند روز آخر قبل از دوره خود برای کاهش نفخ و احتباس مایعات (پف کردن به دلیل تجمع مایعات زیر پوست)
- قطع مصرف کافئین برای کمتر کردن احساس تنش، و تحریک‌ پذیری و برای کاهش درد پستان
- قطع مصرف الکل، نوشیدن الکل قبل از دوره باعث احساس افسردگی بیشتر می‌شود.
- افزایش غذا خوردن تا ۶ وعده غذایی کوچک در روز به جای ۳ وعده بزرگتر
- ورزش‌های هوازی، تا ۳۰ دقیقه، ۴ تا ۶ بار در هفته
- خواب کافی حدود ۸ ساعت در شب
- نگه داشتن یک برنامه منظم از غذا، قبل از خواب و ورزش
- دوری از حوادث استرس زا تا هفته بعد از دوره[نیازمند منبع]

 ویتامین‌ها و داروهای خانگی دیگر'
ممکن است شما در جای دیگر دربارهٔ تأثیر برخی از ویتامین‌ها و مکمل‌های دیگر خوانده باشید، از جمله ویتامین B۶، ویتامین E، منیزیم، منگنز و تریپتوفان، می‌تواند کمک به رفع PMS کند. مطالعات زیادی در مورد این درمان وجود ندارد، و این امکان وجود دارد که این درمانها آسیب بیشتری برسانند. برای مثال، ویتامین B۶ و ویتامین E می‌تواند عوارض جانبی را افزایش دهند.
كنترل استرس با انجام يوگا و مديتيشن و درمان نفخ شكمی و تورم سينه با مصرف دي یورتيك ( ادرارآور) نيز توصیه مي شود
از سوی دیگر، مصرف قرص‌های کلسیم ممکن است علائم احتباس آب (پف کردن به دلیل تجمع مایعات زیر پوست)، انقباض عضلات و درد پشت را کاهش دهد. حدود ۱٬۰۰۰ میلی‌گرم کلسیم در روز احتمالاً نمی‌تواند مضر باشد، به خصوص به دلیل اینکه کلسیم مزایای بسیاری دیگری از قبیل استحکام استخوانها را دارد.

#### داروهای ضد افسردگی
SSRI مانند فلوکستین، سرترالین می‌تواند برای درمان PMS شدید استفاده شود. زنان مبتلا به PMS می‌توانند فقط در روزهایی که انتظار می‌رود علائم بروز یابد، دارو مصرف کنند. اگرچه درمان متناوب برای بعضی از خانمها قابل قبول تر است.

#### رواندرمانی
در مطالعه ای که در ایران شده نشان داده شد که روش‌های روان درمانی مثل آموزش فنون طرح‌واره‌درمانی می‌تواند بر افسردگی، اضطراب و کیفیت زندگی زنان مبتلا به اختلال پیش از قاعدگی تأثیر داشته باشد.

#### داروهای هورمونی
داروهای پیشگیری از بارداری معمولاً مورد استفاده قرار می‌گیرد. این داروها ممکن است باعث بروز علائم مرتبط با PMS در برخی از خانمها شود و در برخی دیگر علائم جسمی را کاهش می‌دهد. آنها علائم عاطفی را تسکین نمی‌دهند.
پروژسترون سالهاست که مورد استفاده قرار می‌گیرد، اما شواهد در مورد اثربخشی آن ناکافی است.
آگونیست‌های هورمون آزاد کننده گنادوتروپین می‌تواند در اشکال شدید PMS مفید باشد اما دارای عوارض جانبی بالقوه قابل توجهی است.

### سیر
PMS به‌طور کلی پایدار است و در طول زندگی از نظر شدت و علائم تغییر زیادی می‌کند. درمان علائم خاص معمولاً مؤثر است. اما بدنبال پساقاعدگی کاهش می‌یابد. با این حال، زنانی که PMS یا PMDD را تجربه می‌کنند، احتمالاً علائم قابل توجهی در رابطه با پساقاعدگی مانند گرگرفتگی دارند،